# Office international de l'eau
L’office international de l’eau (OiEau) est une association de droit français (loi de 1901), sans but lucratif, reconnue d’utilité publique par décret du 13 septembre 1991, avec reconduction le 16 septembre 2020. Depuis 2022, il est également agréé « Protection de l’environnement » par le ministère de la Transition écologique.
L’OiEau intervient dans le développement des compétences pour mieux gérer l'eau en France et dans plus de 70 pays.

## Historique
Créé en 1991, l’office international de l’eau (OiEau) est né de la fusion de trois organismes complémentaires, la fondation de l'eau de Limoges, le centre de formation international à la gestion des Rressources en eau (CEFIGRE) et l'association française pour l’étude des Eaux (AFEE).

## Présidence
Depuis juin 2018, la présidence de l'OIEau est assurée par Pascal Berteaud.

## Missions
L’OiEau facilite les échanges entre les décideurs de grandes organisations, des gestionnaires d'entreprises, des industriels, des chercheurs ainsi qu'avec des consommateurs d'eau. Il coopère avec les pays de l'Union européenne et les pays en voie de développement pour améliorer la cohérence des politiques de gestion des ressources en eau et de protection des milieux aquatiques.
L'OIE mène des actions de sensibilisation et met à disposition des acteurs les dernières recherches en matière d'eau, à travers une banque nationale des données sur l'eau. Par ailleurs, il réalise des formations professionnelles, avec son centre national de formation aux métiers de l'eau (CNFME).